# Musée maritime et portuaire de Dunkerque
Le Musée maritime et portuaire de Dunkerque est un musée maritime et un musée de société, situé dans un lieu édifié en 1868 qui abritait autrefois un entrepôt de tabac, le magasin Bourdon. Il est né en 1992 de l'initiative d'anciens dockers qui dès les années 1970 avaient entrepris de réunir et conserver des témoignages de leur métier et de leur milieu. Constitué essentiellement d’outils traditionnels de dockers, il s’agissait donc au départ d’un musée professionnel qui s’est enrichi et considérablement développé par la suite. Les collections initiales ont ainsi été complétées par les acquisitions du musée et les dépôts, principalement de la chambre de commerce de Dunkerque (iconographie) et du musée des Beaux-Arts de la ville (maquettes).

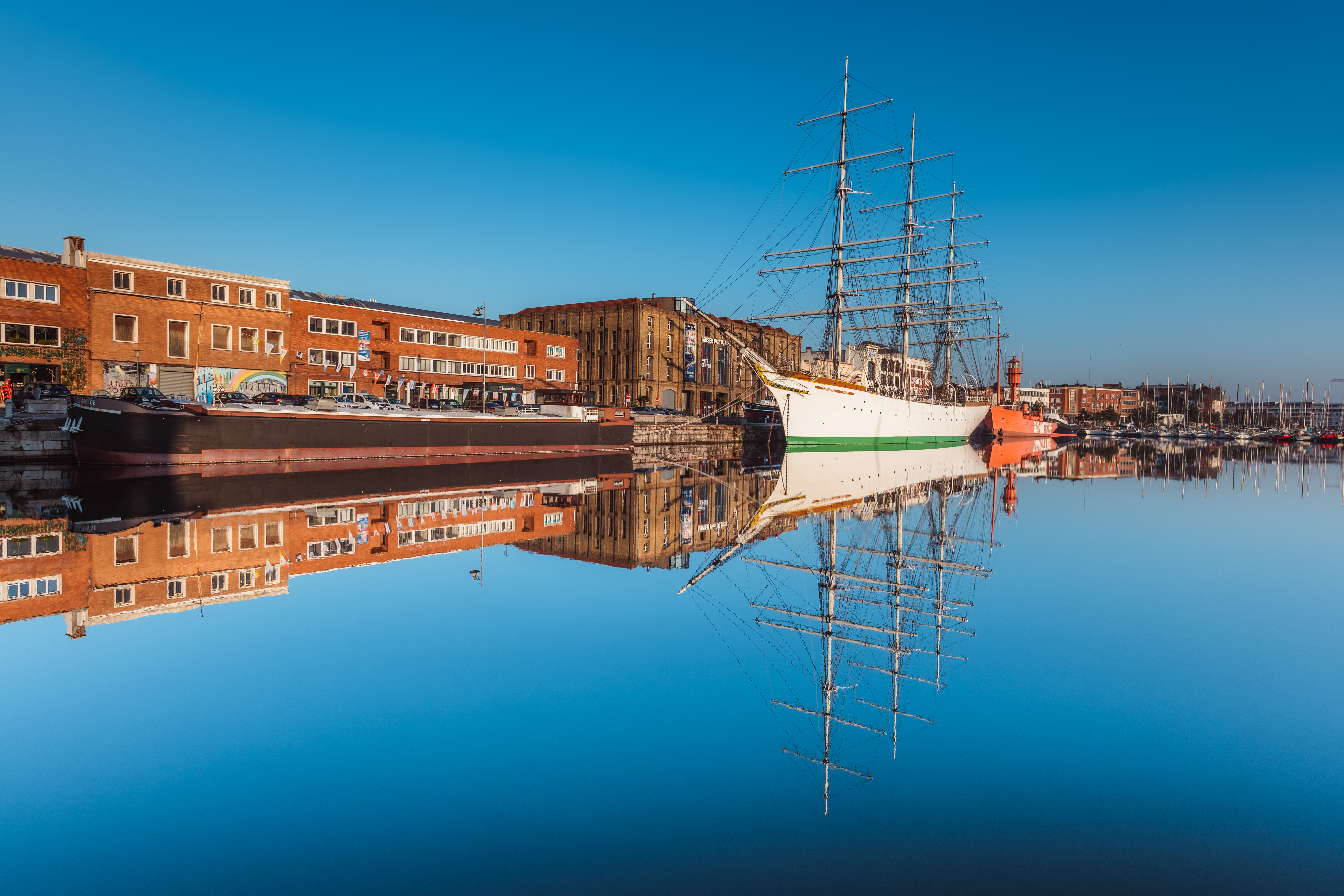
Crédit photo : Musée maritime et portuaire - Théo Chrétien

Le musée est géré par l’association ACMAPOR qui fédère un multipartenariat institutionnel regroupant Dunkerque Grand Littoral, la ville de Dunkerque, la chambre de commerce et d'industrie, le grand port maritime de Dunkerque, l'Union maritime commerciale, le département du Nord, la région Nord-Pas-de-Calais et le ministère de la Culture, ainsi qu'un club d'entreprises comprenant quatre-vingt partenaires. Le musée portuaire est affilié à la Fédération des écomusées et musées de société et a obtenu la marque Qualité Tourisme en 2010.
Le musée est dirigé par Dorian Dallongeville, conservateur, directeur de l'établissement.

## Offre générale du musée

### Ressources documentaires
- Fonds patrimoniaux - Un fonds iconographique (tableaux, dessins, affiches, 80 000 photographies de tous supports et tous formats dont 3 600 plaques de verre et vieilles photos), un fonds audiovisuel et sonore (vidéos et films documentaires et témoignages), un fonds imprimé (7 000 ouvrages) et de nombreux objets et outils maritimes et portuaire.
- Diversité thématique - Les outils traditionnels de la manutention (des crocs, aux bennes à minerai, en passant par les diables et les sauterelles), les activités portuaires (remorquage, lamanage, pilotage, construction et réparation navales, etc), la navigation maritime et les destinations commerciales (maquettes, affiches des principales compagnies maritimes représentées à Dunkerque, musée à flot), l’acheminement des marchandises vers l’hinterland, ainsi que l’histoire du port de Dunkerque (canon, tableaux, maquettes et photographies). Ces ressources alimentent les expositions et des publications grand public (infra).

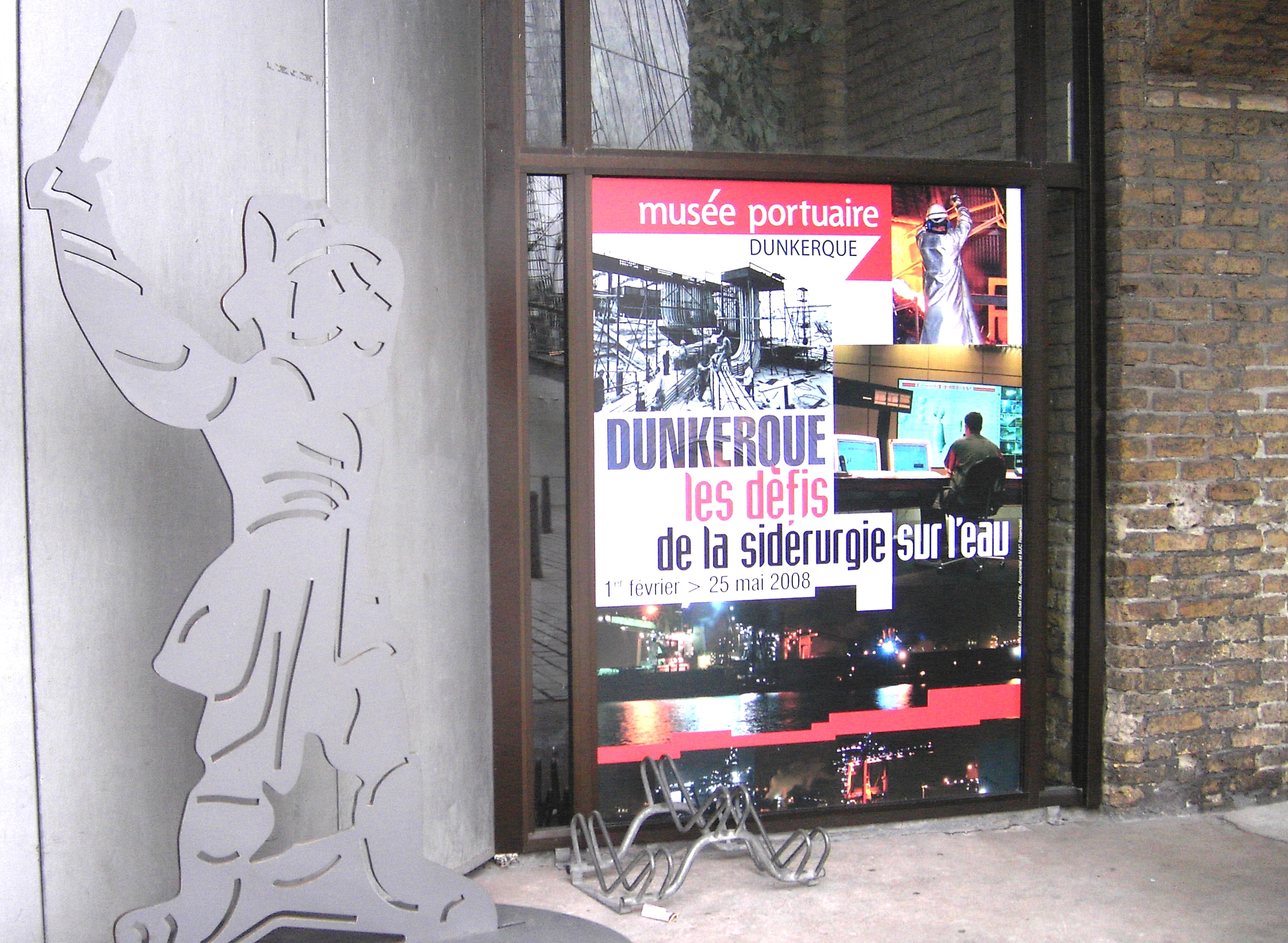
Une exposition temporaire en mai 2008.

### Expositions
En plus des expositions temporaires et itinérantes , le musée présente deux collections permanentes, l'une traditionnelle dite « à quai », à l'intérieur du bâtiment, l'autre à l'extérieur, dite « à flot », où sont exposés quelques vieux bateaux, dont le plus grand voilier conservé en France, le Duchesse Anne, qui sert lui-même parfois de support à des expositions temporaires, ainsi qu'une reconstitution évoquant la batellerie locale à voir dans une péniche.

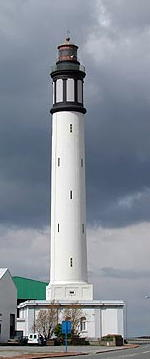
Le phare de Dunkerque.

### Autres visites
Le musée portuaire propose également des visites en pédalo tous les vendredis d'été, en liaison avec le Syndicat Intercommunal des Dunes de Flandre. Visite du phare de Dunkerque (de Risban).

### Manifestations
Le musée portuaire participe notamment aux Journées du patrimoine (en septembre), ainsi qu'à la Fête maritime et du nautisme de Dunkerque (en mai) organisée à son initiative depuis 1994 et dont il est aujourd'hui seulement partenaire auprès du Syndicat intercommunal des Dunes de Flandres qui a pris le relais en 2005.

### Activités pédagogiques «jeunes»
Des activités pédagogiques sont organisées et proposées en collaboration avec l'Éducation nationale.

### Équipements
Le musée est doté notamment d'un atelier pédagogique, d'une salle de projection, d'un centre de documentation, ainsi que d'une boutique où l'on peut acheter livres et divers souvenirs et bibelots marins.

## Les deux expositions permanentes

### Le muséeà quai
Les collections du musée présentées à l'intérieur du bâtiment s'étendent sur trois niveaux. Elles mettent globalement en scène l’histoire millénaire de Dunkerque, illustrant le spectaculaire développement du port qui, du modeste village de pêcheurs du début du second millénaire, est devenu un vaste port industriel et commercial qui s’étend aujourd’hui sur 17 km de littoral. Néanmoins, peu anciennes dans l'ensemble, les collections témoignent principalement d'une période-clé : le passage du port traditionnel au port moderne, affranchi des contraintes de la rupture de charge avec le développement des conteneurs.
Programme muséal :
- Évocation sociologique et ethnologique du milieu marin dunkerquois, avec des films d’archives, des extraits de lettres et des outils anciens qui évoquent les hommes et les femmes dont la vie fut intimement liée au port : pêcheurs d’Islande, dockers, marin au long cours (au rez-de-chaussée).
- Présentation des métiers et des activités de la mer qui rythmèrent ou animent encore la vie locale, avec l'essor du trafic commercial, du XIXe siècle à nos jours, ainsi que les activités portuaires comme les chantiers de construction navale, celles des douaniers, des armateurs (comme la compagnie Bordes) et des négociants (au rez-de-chaussée).

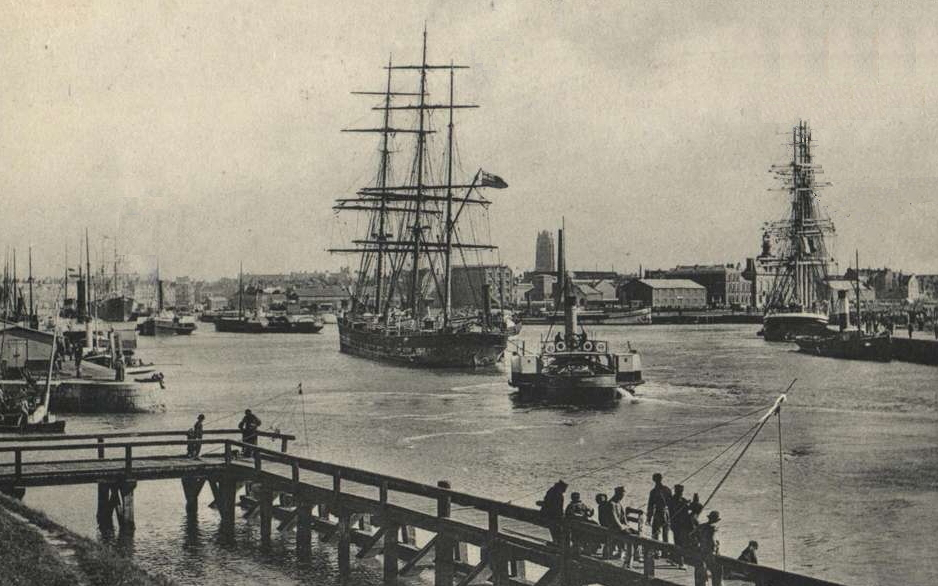
Le port de Dunkerque avant 1914

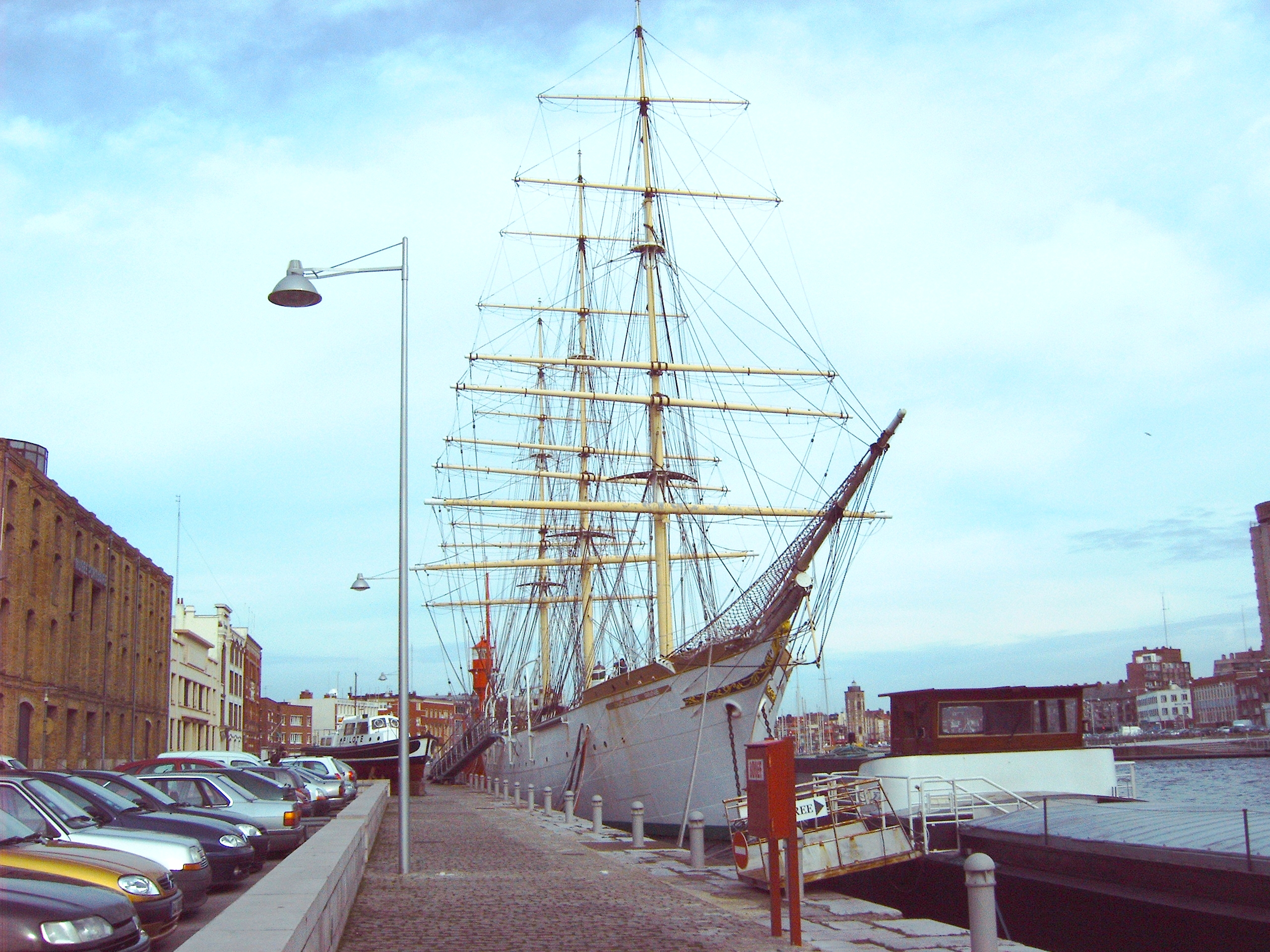
Le voilier Duchesse Anne et La Guilde devant le Musée portuaire

- Histoire du port de Dunkerque : le corsaire Jean Bart et la guerre de course du XVIIe siècle, la pêche à la baleine et à la morue, les agrandissements et aménagements successifs du port, y compris les destructions massives de la Seconde Guerre mondiale (au rez-de-chaussée, puis au premier étage)
- Collection de maquettes de voiliers anciens ou navires plus récents (goélettes et frégates, méthaniers et porte-conteneurs, car-ferries, etc.) retrace l'évolution des bâtiments qui ont accosté, ou qui accostent encore dans le port de Dunkerque (galerie navale du dernier étage).

### Le muséeà flot
Une flotte de bateaux, acquise par la Communauté urbaine de Dunkerque, illustre la vie d'un grand port à la fin du XIXe siècle et au cours du XXe siècle. La collection est présentée à l'air libre, le long des quais, face au bâtiment principal du Musée. Le plus petit est sur cales. Trois font pour l'instant l'objet d'une visite groupée permettant, sous la conduite d'un guide, d'en découvrir également l'intérieur (sur réservation). Une exposition permanente évoquant la batellerie y est présentée. Deux autres ne seront visitables qu'après restauration.
La collection comprend actuellement un total de 6 bâtiments, dont 4 navires de service :
Bateaux seulement à découvrir à quai :
- L'Esquina (1950), est une ancienne vedette de balisage en bois du service des phares et balises. Actuellement non visible.
- L'Entreprenant (1965), est un ancien remorqueur de 1 250 CV (pouvant tracter 25,7 tonnes)
- La Pilotine  n°1 (1965) qui fut le premier bateau pilote construit en plastique et fibre de verre. Le seul à être présenté sur les quais sur cales.

Bateaux faisant partie de la visite organisée :
- Le Sandettié BF6 (1947) est le dernier bateau-feu français. À ce titre, il est classé aux monuments historiques. Il illustre l’histoire de la signalisation maritime au large des côtes de Flandre. Le commentaire (enregistré) du dernier capitaine guide la visite.
- La Guilde (1929), est une péniche fluviale de type Freycinet, construite par le chantier Rousseau à Sotteville-lès-Rouen. Elle fut ainsi baptisée, mise aux normes internationales et motorisée par le couple d'artisans qui en devint propriétaire en 1959. À l'intérieur est présentée une exposition permanente « La vie au fil de l’eau »  évoquant la batellerie en général, très présente également dans le port même de Dunkerque, et la manière dont sont étroitement liées vie familiale et activité professionnelle dans une embarcation de ce type. Depuis 2010, la péniche est épisodiquement itinérante sur les canaux de la région[9].
- Le Duchesse Anne (1901) est un trois-mâts carré qui est un ancien voilier-école allemand de la marine marchande et le plus grand et seul trois-mâts de ce type visitable en France. Également classé aux monuments historiques, il est le fleuron de la collection et symbolise le flux de voiliers qui faisait vivre le port de commerce jusqu'avant guerre, notamment les voiliers de l'armement Bordes (1868-1935).

## Galerie

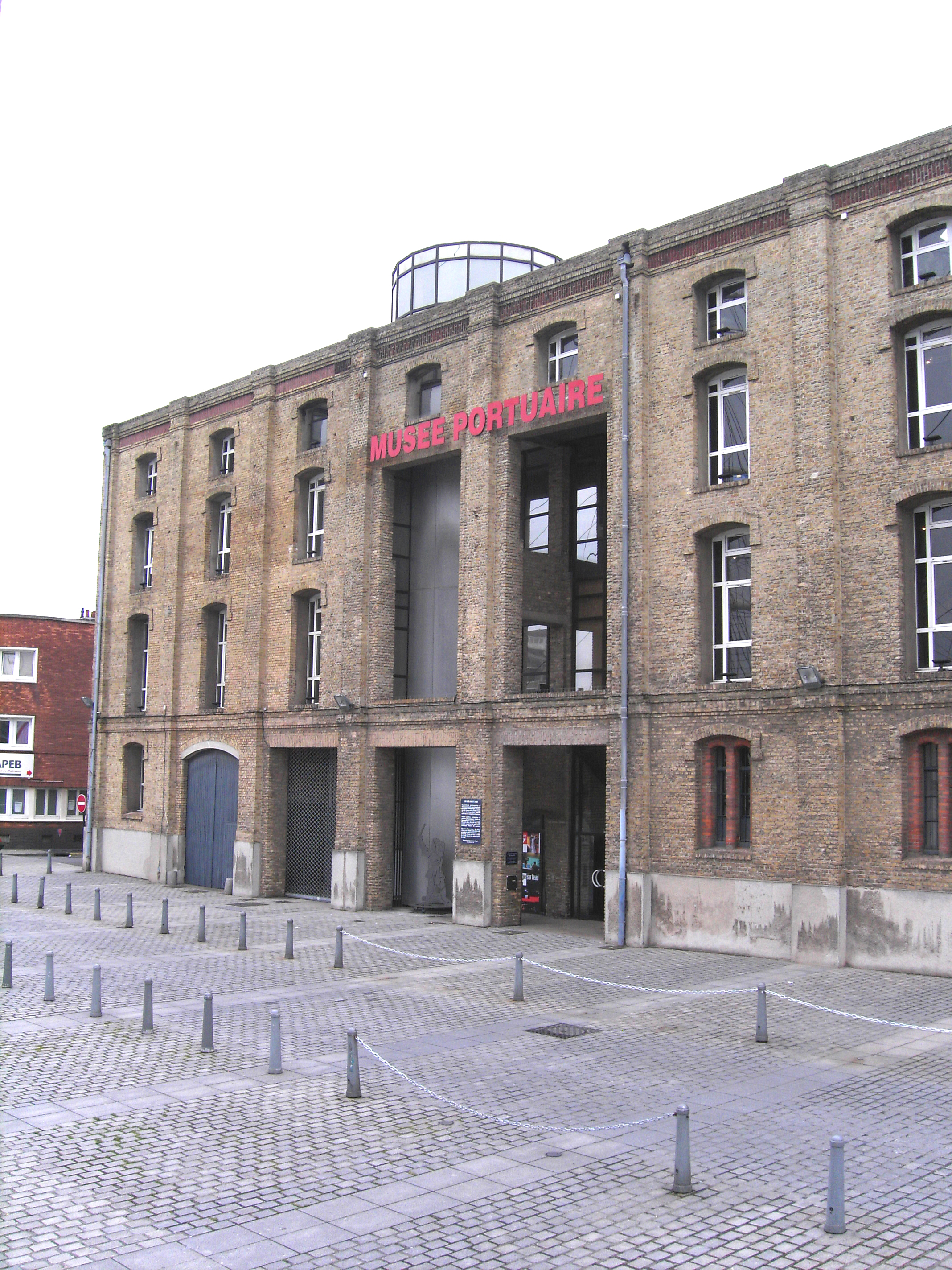
Le musée en 2008
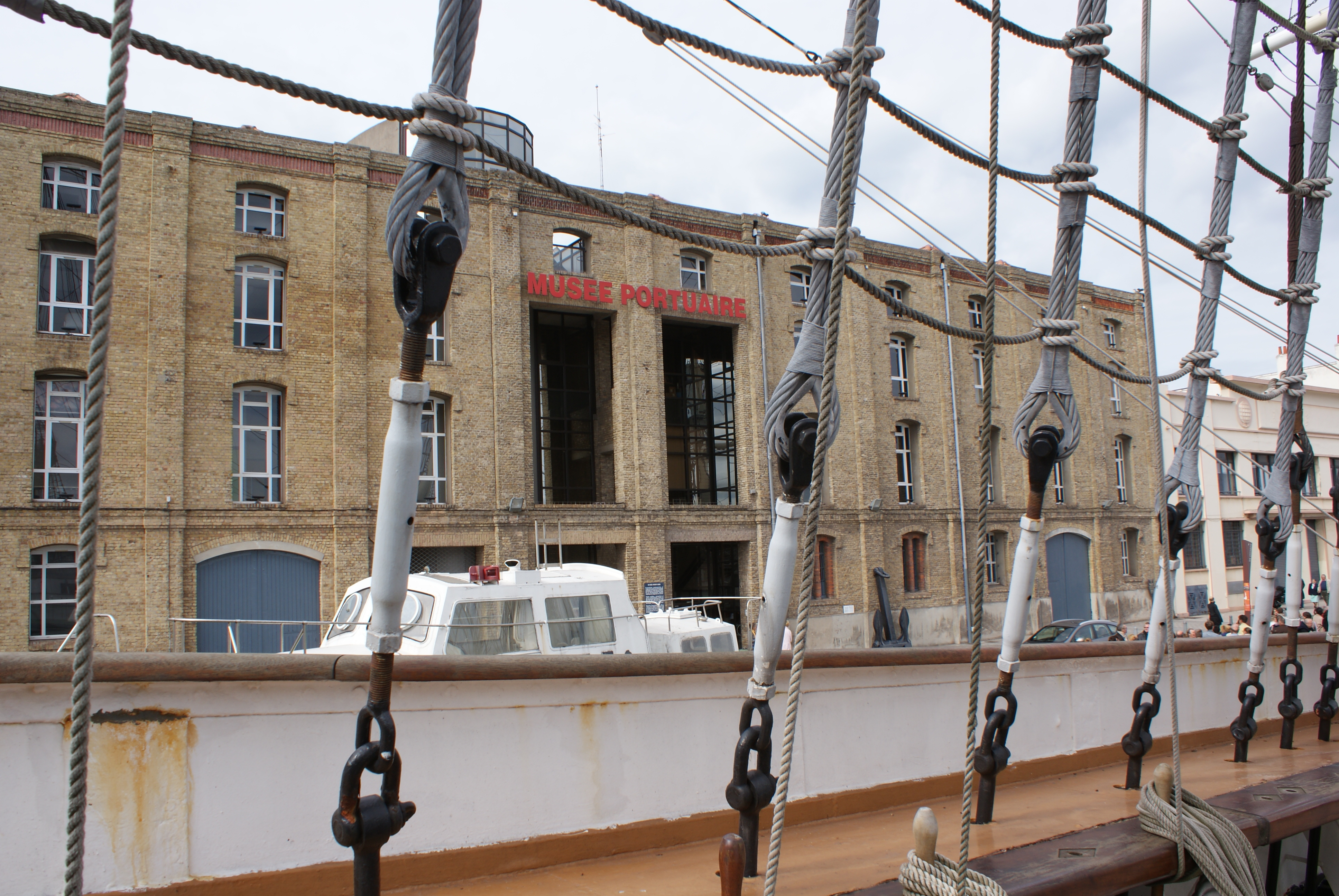
2010 - Le musée vu du Duchesse Anne
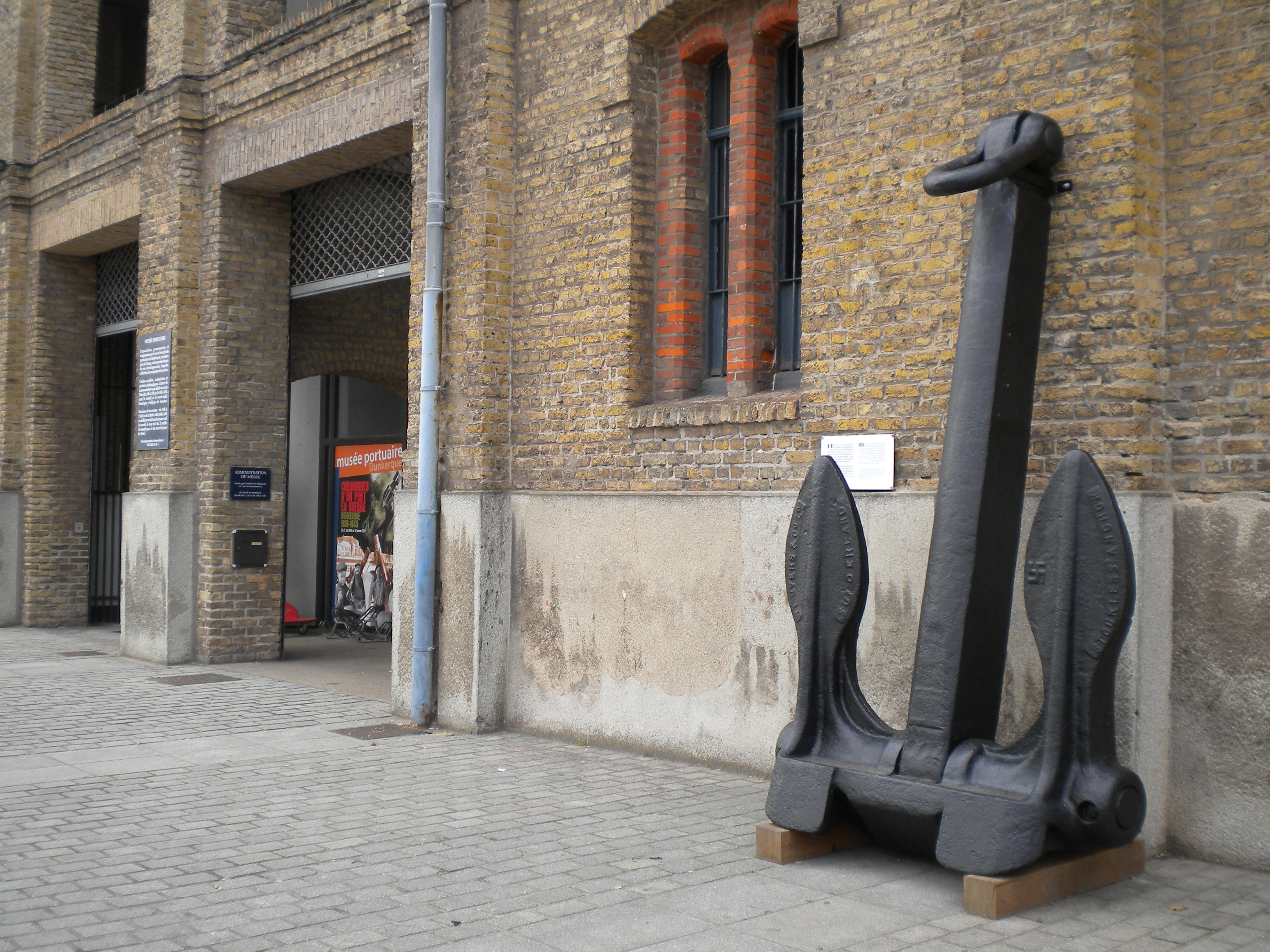
2010 - L'ancre "byers" en façade du musée
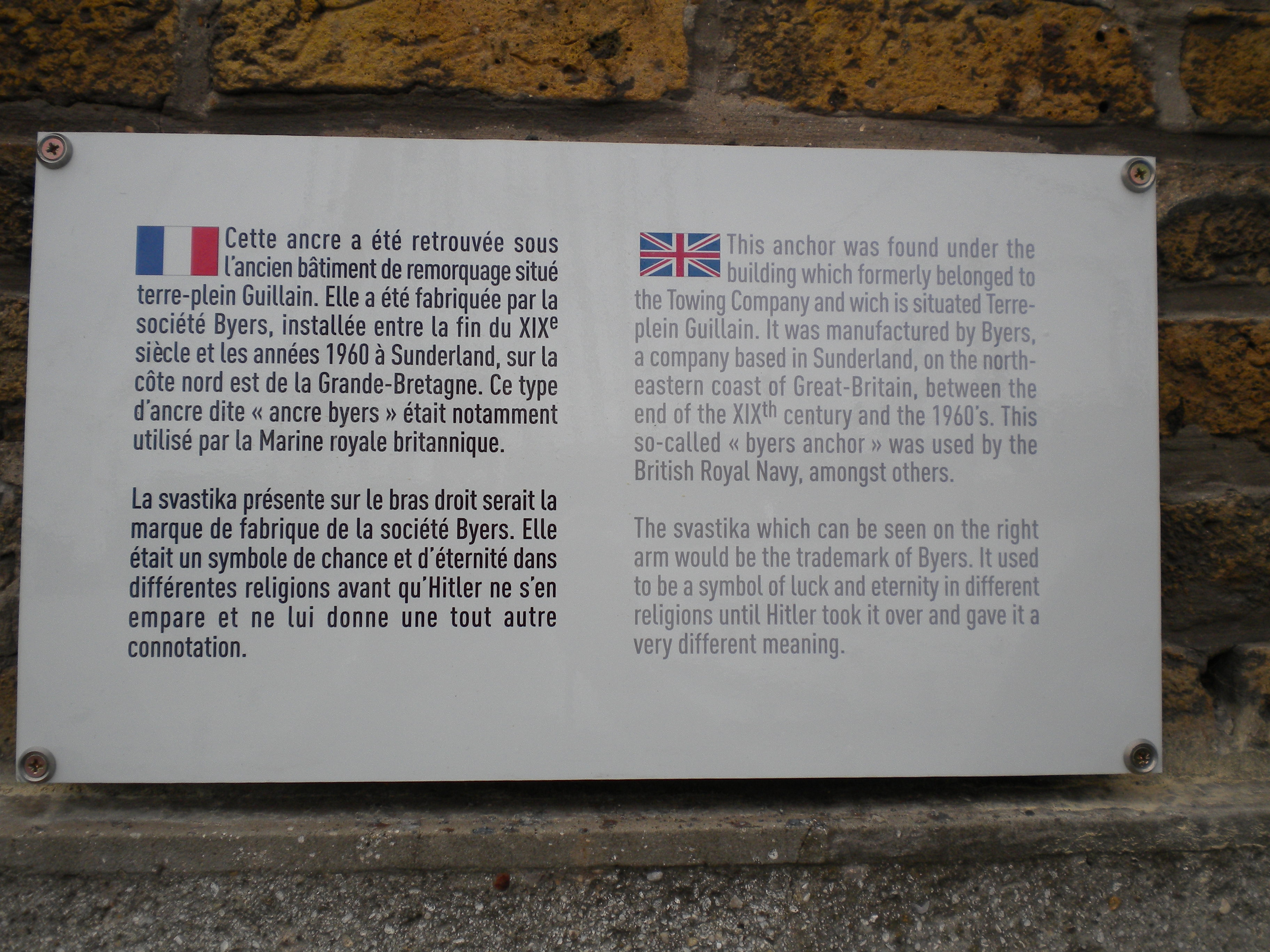
2010 - Légende accompagnant l'ancre du musée
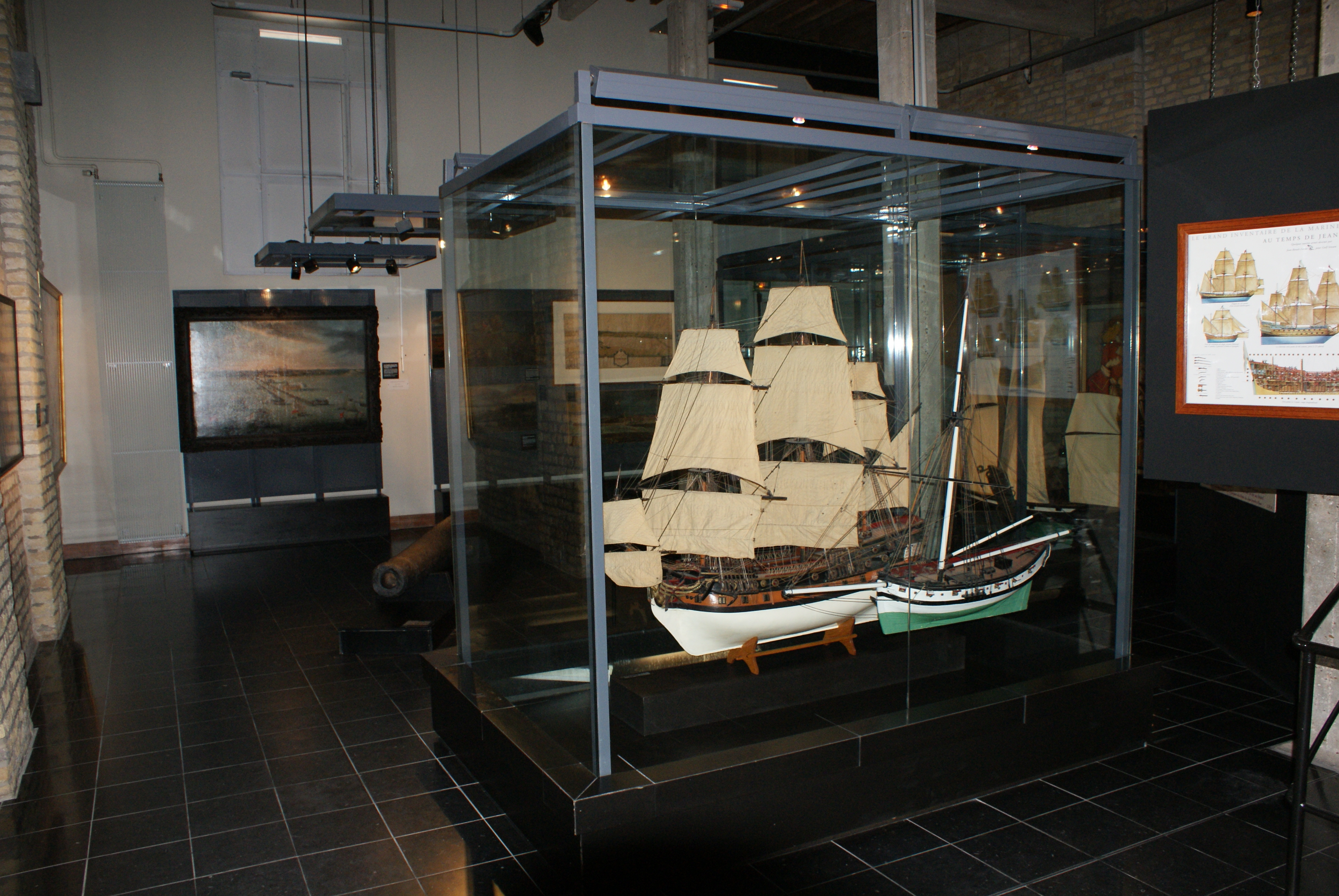
2008 - Salle du rez-de-chaussée consacrée à l'histoire du port de Dunkerque
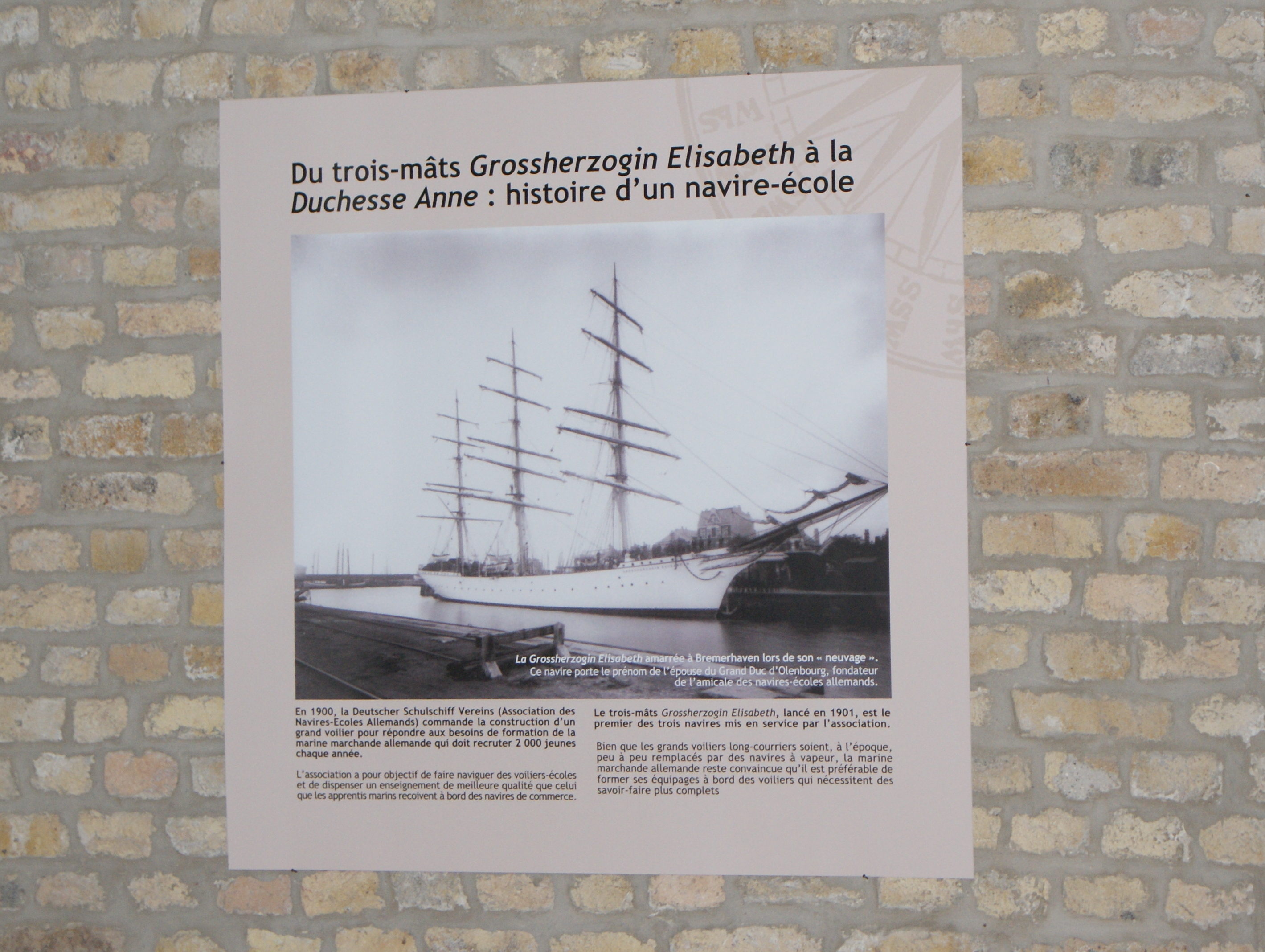
2008 - L'un des panneaux consacré à l'histoire du Duchesse Anne à l'intérieur du musée
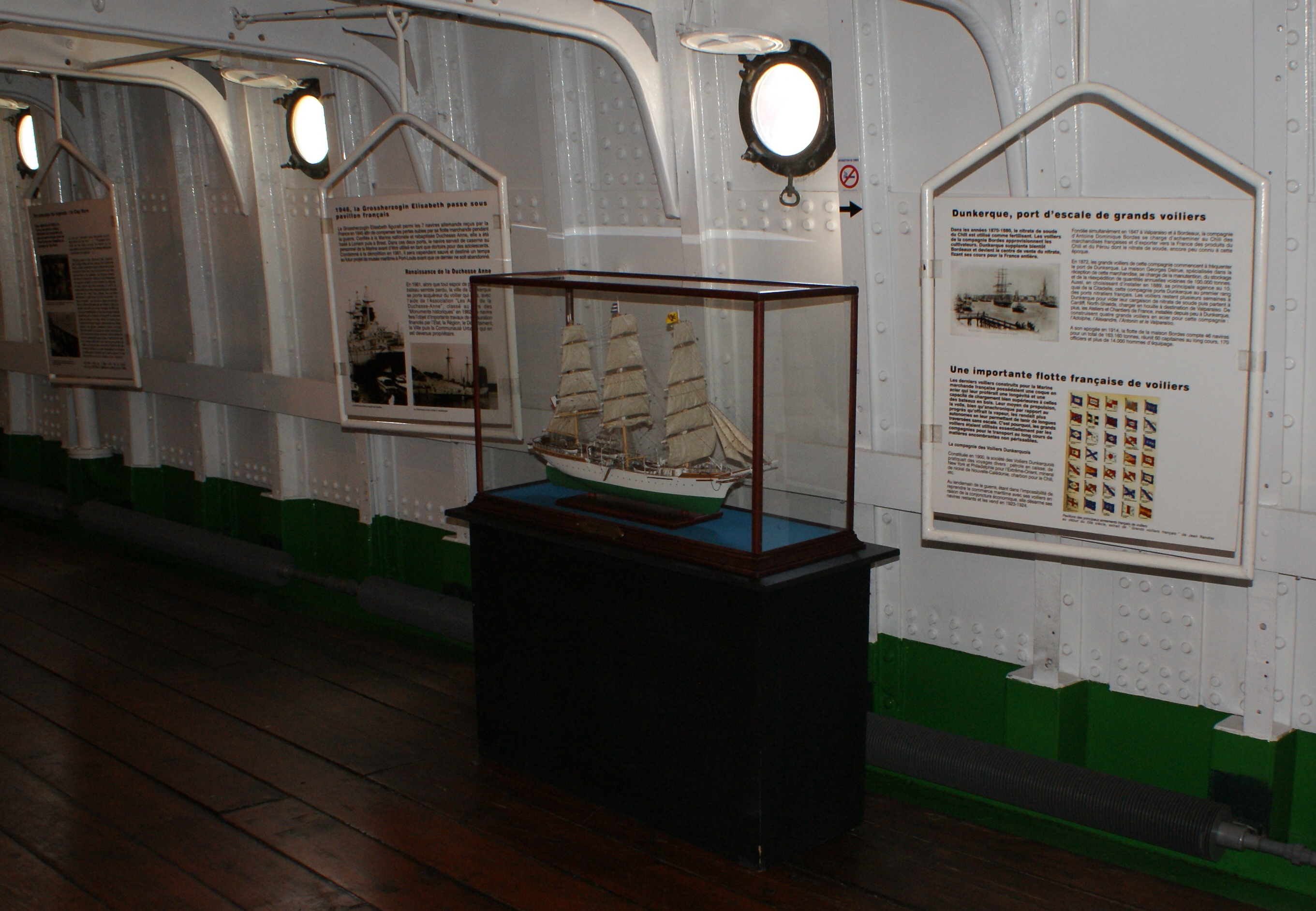
2008 - Présentation du Duchesse Anne et de sa maquette à l'intérieur du voilier
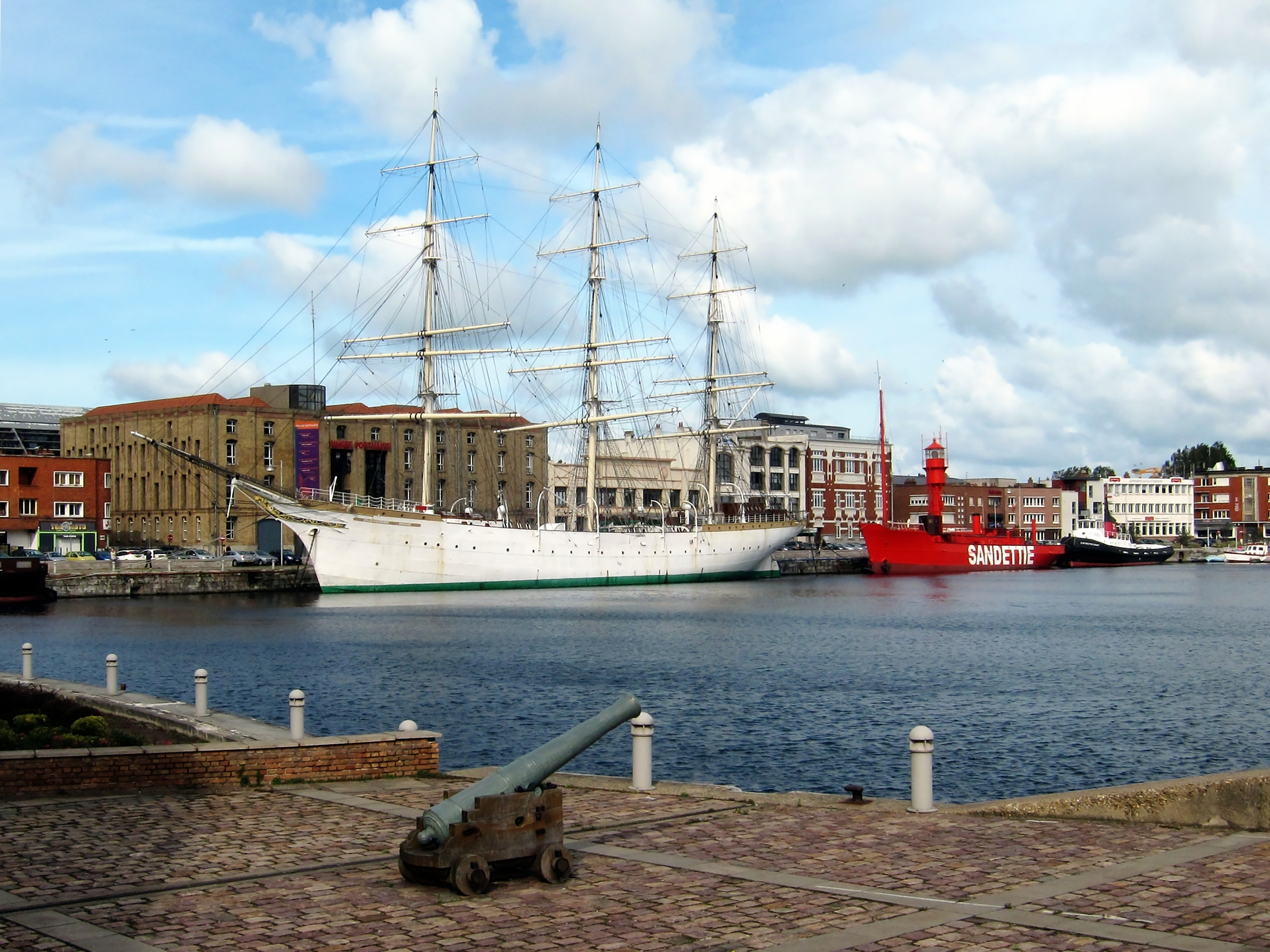
Vue générale de la flotte du musée à flot en 2011
2008 - La Guilde devant le Duchesse Anne
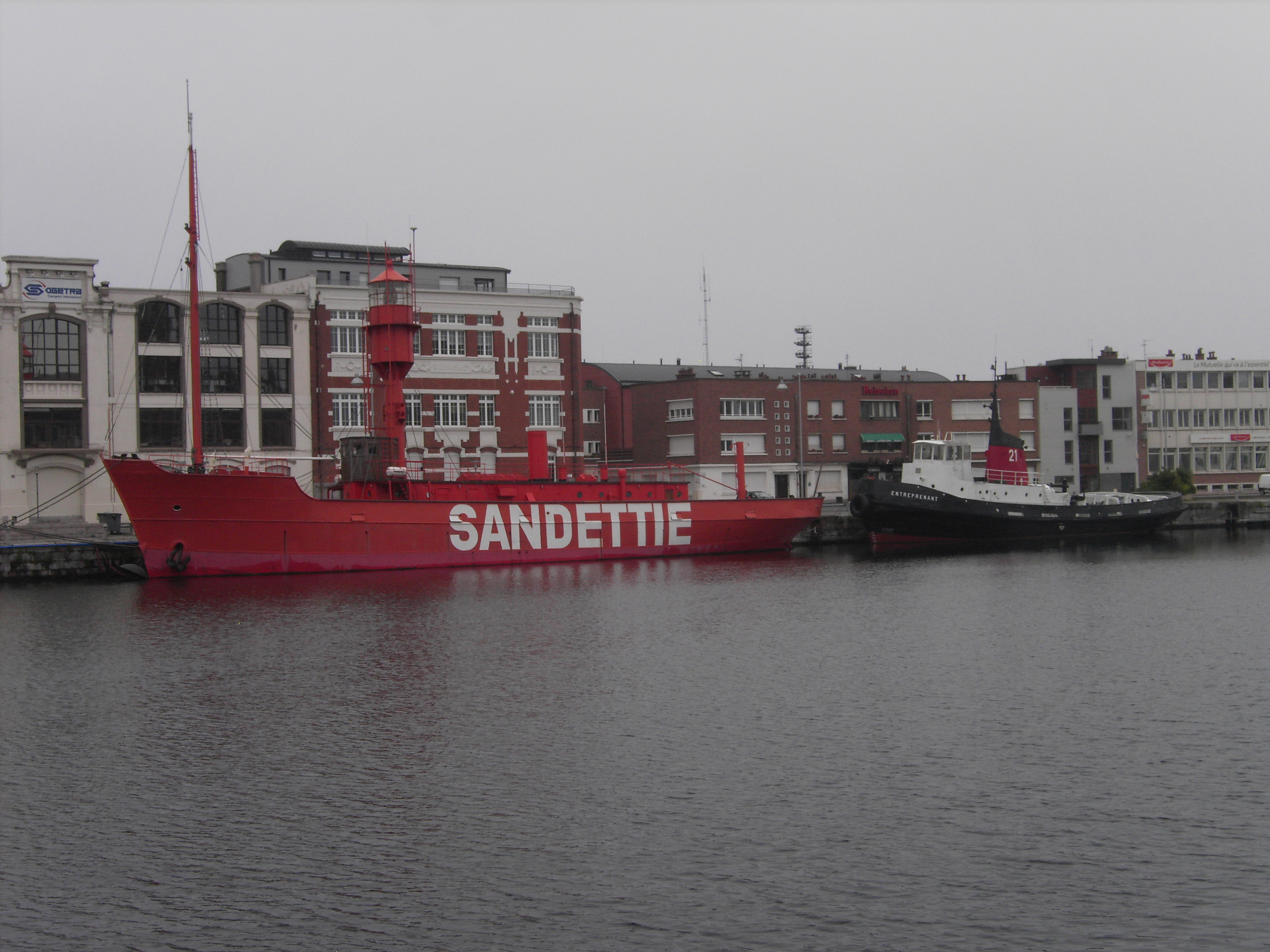
2008 - Le bateau-feu Sandettié et le remorqueur L'Entreprenant
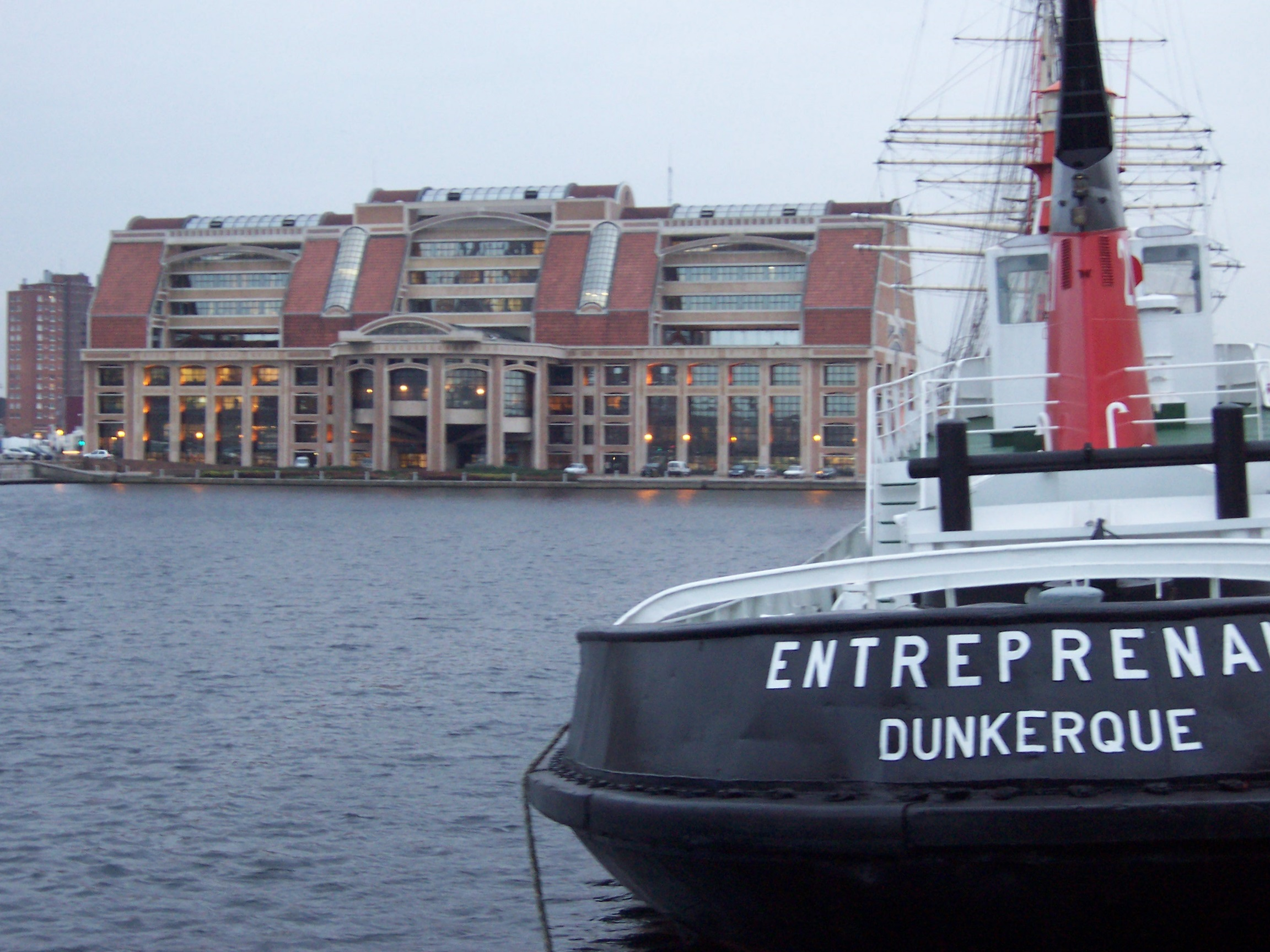
2008 - L'Hôtel de la Communauté urbaine de Dunkerque en arrière-plan de L'Entreprenant
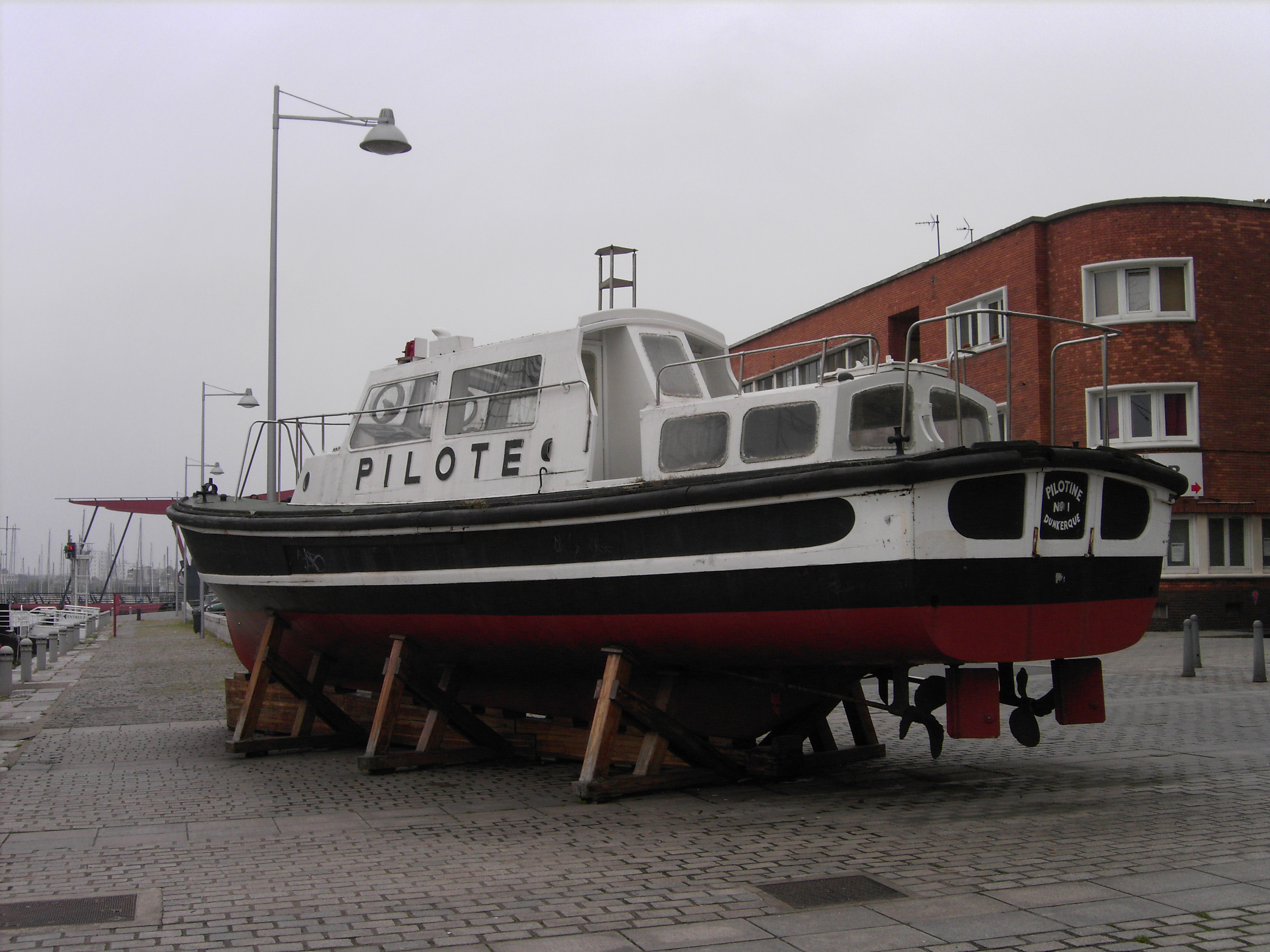
2008 - Le bateau pilote La Pilotine n°1

## Publications et catalogues d'exposition du musée
- France Bequette, Cap Horn, Cap dur : l'épopée des derniers grands voiliers, Corderie Royale/Centre international de la Mer, Musée portuaire de Dunkerque, 2005, 36p.
- Irène Buniet, Abosphore & Schiaffino, Atelier Culture-Université du Littoral et Musée portuaire, 1998, 21 p. (Témoignage sur le quotidien des dockers dans les années cinquante)
- Pierre Combes, Plongeurs et scaphandriers : la grande aventure du travail sous la mer, Musée portuaire, 1994, 39 p.
- Marie-Laure Griffaton (sous dir.), Voyages en mer de Chine, Musée portuaire de Dunkerque, 2004, 51p.
- Marie-Laure Griffaton (sous dir.), Pass'port : Parcours de découverte du port historique de Dunkerque, Musée portuaire, 2002, 55 p.
- Véronique Guillien, Olivier Perriraz, Quais et gestes. Dunkerque : les hommes du port, Musée Portuaire, 1996, 48 p.
- Jacopo Brancati, Pilote à bord, Erga, 2004, 200p. (Hommes et navires du port de Gênes). Erga Italie, Musée portuaire.
- Emmelene Landon, Atelier voyageur d'Emmelene Landon, Plush, 2007, 128p. (Journal d'un tour du monde à bord d'un porte-conteneurs)
- Laurent Manœuvre, Louis Garneray , 1783-1857 : Peintre, écrivain, aventurier, Anthèse, 1997, 214 p.
- Christine Stroobandt (sous dir.), Objets dans tous les sens, Musée portuaire, 1999.
- Christine Stroobandt (sous dir.), Figures de proue : Ornements de navires, Musée portuaire, 1999, 103 p.
- 9 siècles de construction navale à Dunkerque, Musée portuaire, 1986, 44 p.
- Dunkerque, place forte maritime, Musée portuaire, 1991, 42 p.
- Anita Conti (1939-1940) : Regard d'une femme sur la guerre des mines à Dunkerque, Musée portuaire, 1995, 19 p.
- Jean Bart : Du corsaire au héros mythique, Musée portuaire de Dunkerque, Musée des beaux-arts de Dunkerque et Somogy, 2002, 159 p.
- L'aventure du Transmanche : Du Ferry à l'Eurotunnel, Musée portuaire, 1988, 44 p.
- Le port dans l'objectif, Musée portuaire, 2001, 8 p.
- Les bateaux-feux : histoire et vie des marins de l'immobile, Somogy et Musée portuaire.
- Portraits de navires : Peintures marines sur verre, Anthèse, 1992, 160 p.
- Souvenirs de rivages : Bibelots et images du tourisme balnéaire, Musée portuaire de Dunkerque, Château-musée de Dieppe, Musée de l'abbaye Sainte-Croix (Les Sables-d'Olonne), Musée national de la Marine (Toulon), Musée archéologique d'Istres, Musée Louis-Senlecq (L'Isle-Adam) Somogy, 2001, 95 p.

#### Autres musées à flot français
- Port-musée de Douarnenez
- Musée maritime de La Rochelle

#### Autre bateau historique dunkerquois
- Le Princess Elizabeth